# Каменка (Октябрьский район, Волгоградская область)
Каменка — село в Октябрьском районе Волгоградской области России. Входит в Ковалёвское сельское поселение.

## География
Село расположено в степной зоне на северо-западе Ергенинской возвышенности, относящейся к Восточно-Европейской равнине, при балке Каменной, приток реки Аксай, на высоте около 90 метров над уровнем моря. Рельеф местности холмисто-равнинный, осложнён балками и оврагами. Почвы — каштановые солонцеватые и солончаковые.
По автомобильным дорогам расстояние до областного центра города Волгограда составляет 150 км, до районного центра посёлка Октябрьский — 23 км, до административного центра сельского поселения хутора Жутово 1-е — 9 км.
Часовой пояс
Каменка, как и вся Волгоградская область, находится в часовой зоне МСК (московское время). Смещение применяемого времени относительно UTC составляет +3:00.

## История
Дата основания не установлена. Предположительно основано в начале XX века. Первоначально относилось к Аксайской волости Черноярского уезда Астраханской губернии. По состоянию на 1914 года в хуторе Каменный Аксайской волости имелось 57 дворов, проживало 232 души мужского и 235 женского пола. В 1919 году в составе Черноярского уезда село было включено в состав Царицынской губернии (с 1925 года — Сталинградской губернии, с 1928 года — Нижне-Волжского края, с 1934 года — Сталинградского края).

## Население
Динамика численности населения по годам:
| 2002 |
| ---- |
| 171  |

| 1914 | 2010 |
| ---- | ---- |
| 467  | ↘129 |